# Boulevard Saint-Denis
Boulevard Saint-Denis je ulice v Paříži. Tvoří hranici mezi 2., 3. a 10. obvodem.

## Poloha
Boulevard Saint-Denis je součástí tzv. Velkých bulvárů mezi Saint-Martin na východě a Poissonnière na západě. Vede od křižovatky s Rue Saint-Martin a Rue du Faubourg-Saint-Martin a končí u Rue Saint-Denis a Rue du Faubourg-Saint-Denis.

## Původ jména
Název bulváru a Rue Saint-Denis je odvozen od města Saint-Denis, kde se nachází pohřebiště francouzských králů.

## Historie
Boulevard Saint-Denis byl vytvořen po roce 1660 na místě bývalých městských hradeb Karla V. Výstavba a osázení tohoto bulváru byla nařízena patentem z července 1676.
Ministr Jean-Antoine Chaptal určil výnosem ze dne 17. července 1802 narovnání bulváru, který byl v letech 1826–1828 rozšířen na levé straně asi o 10 metrů a do bulváru byla integrována ulice Rue Neuve-d'Orléans. Královská vyhláška ze 6. května 1836 definitivně určila pro bulvár šířku 37 metrů.

## Významné stavby
- Porte Saint-Martin
- Porte Saint-Denis